# Ґелаті (Лаґодехі)
Ґелаті (груз. გელათი) — село в Грузії.
За даними перепису населення 2014 року в селі проживає 205 осіб.